# Теорема Риса о линейном функционале
Теорема Риса о линейном функционале (теорема Риса — Фреше, теорема представлений Риса) — утверждение функционального анализа о том, что каждый линейный ограниченный функционал {\displaystyle f} в гильбертовом пространстве {\displaystyle H} может быть представлен через скалярное произведение с некоторым элементом, то есть существует единственный элемент {\displaystyle y_{f}\in H}, такой, что {\displaystyle f(x)=\langle y_{f},x\rangle } для любого {\displaystyle x\in H}.
Кроме того, норма такого элемента равна норме функционала:
{\displaystyle \|y_{f}\|=\|f\|\mathrel {:=} \sup _{x\neq 0}\left\{\,{\tfrac {\|f(x)\|}{\|x\|}}\,\right\}}.
Естественное следствие — множество {\displaystyle H'} всех ограниченных линейных функционалов в гильбертовом пространстве {\displaystyle H} также является гильбертовым пространством, сопряжённо-линейным исходному, то есть элементу {\displaystyle \alpha f+\beta g} в {\displaystyle H'} соответствует {\displaystyle {\overline {\alpha }}y_{f}+{\overline {\beta }}y_{g}} в {\displaystyle H}. Также следствием результата является теорема Лакса — Мильграма, имеющая большое значение в ряде проблем существования решений эллиптических уравнений в частных производных.
Установлена Фридьешем Рисом в 1934 году.